# Benjamin Grierson
Benjamin Henry Grierson (8 juillet 1826 - 31 août 1911) est un professeur de musique, puis un officier de carrière dans l'armée des États-Unis. Il est un général de cavalerie dans l'armée de l'Union des volontaires pendant lors de la guerre de Sécession et, plus tard, mène les troupes dans le vieil ouest américain. Il est plus remarqué pour une expédition de 1863 à travers le territoire tenu par les confédérés qui a rompu les lignes de communication ennemies entre Vicksburg, au Mississippi et les commandants confédérés sur le théâtre oriental. Après la guerre, il organise et dirige les Buffalo Soldiers du 10th Cavalry Regiment de 1866 à 1890.

## Avant la guerre

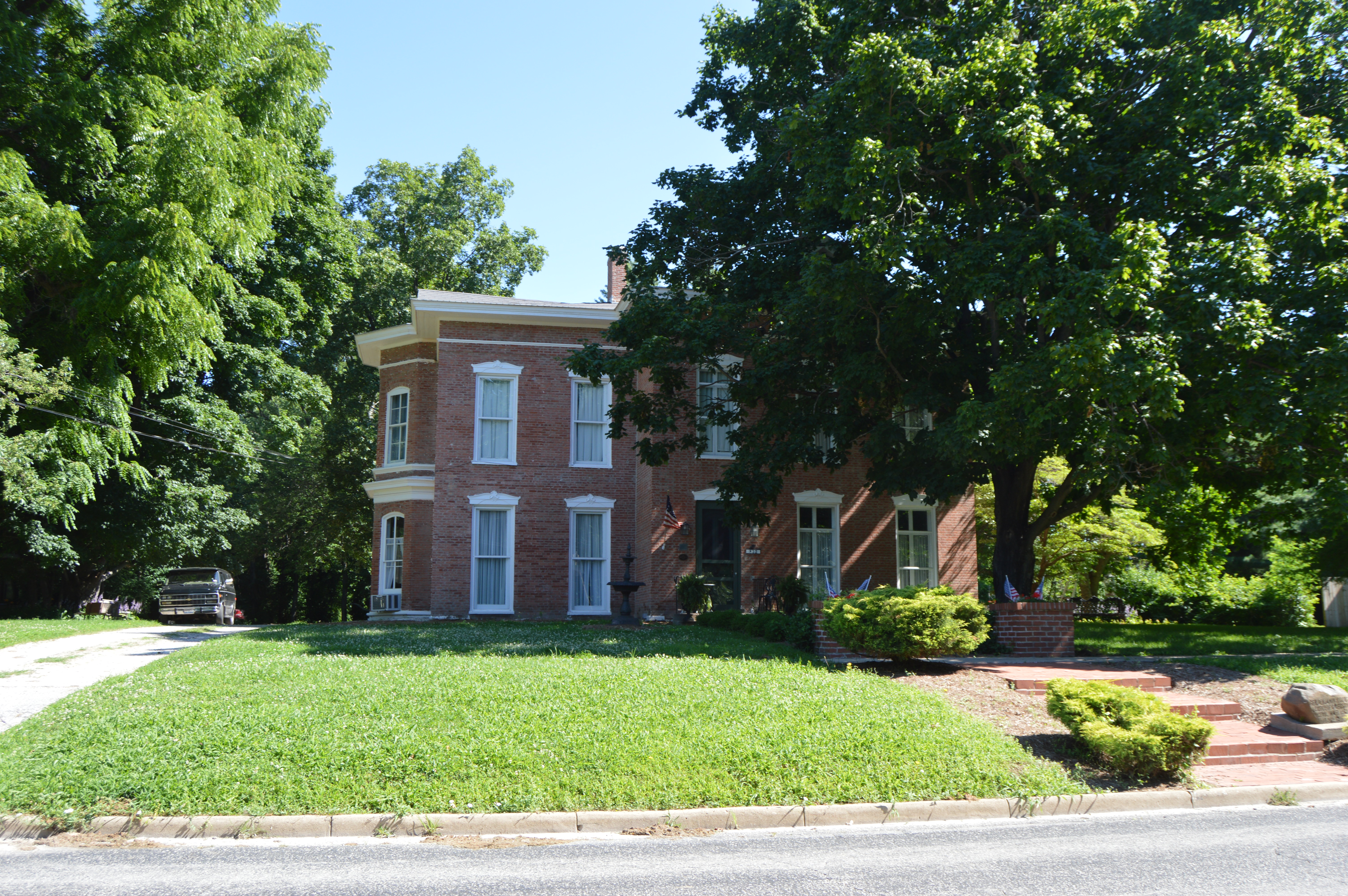
Maison de Grierson à Jacksonville

Grierson naît dans la ville d'Allegheny, en Pennsylvanie, aujourd'hui, une section de Pittsburgh. Il est le plus jeune d'une fratrie de cinq frères et sœurs. Grierson a peur des chevaux à l'âge de huit ans, il reçoit un coup de sabot et est presque tué par un cheval, après quoi il déteste les chevaux - ironiquement il deviendra un grand commandant de cavalerie.
En 1851, il devient professeur de musique et chef d'orchestre à Jacksonville, Illinois.
Il épouse Alice Kirk de Youngstown, Ohio le 24 septembre 1854. Le couple a sept enfants, dont quatre survivent à l'âge adulte.

## Guerre de Sécession
Avec le déclenchement de la guerre de Sécession, Grierson s'enrôle comme aide-de-camp volontaire du major général Benjamin M. Prentiss. Promu commandant le 24 octobre 1861, il rejoint le 6th Illinois Cavalry et est promu colonel de ce régiment le 13 avril 1862. Son régiment est engagé dans un certain nombre de petits accrochages et de raids contre les chemins de fer et les installations du Tennessee et du Mississippi pendant le printemps et l'été. En novembre, il devient commandant d'une brigade de la division de cavalerie de l'armée du Tennessee. En décembre, il participe à la poursuite d'Earl Van Dorn après son raid d'Holly Springs contre les lignes de ravitaillement du général Ulysses S. Grant.

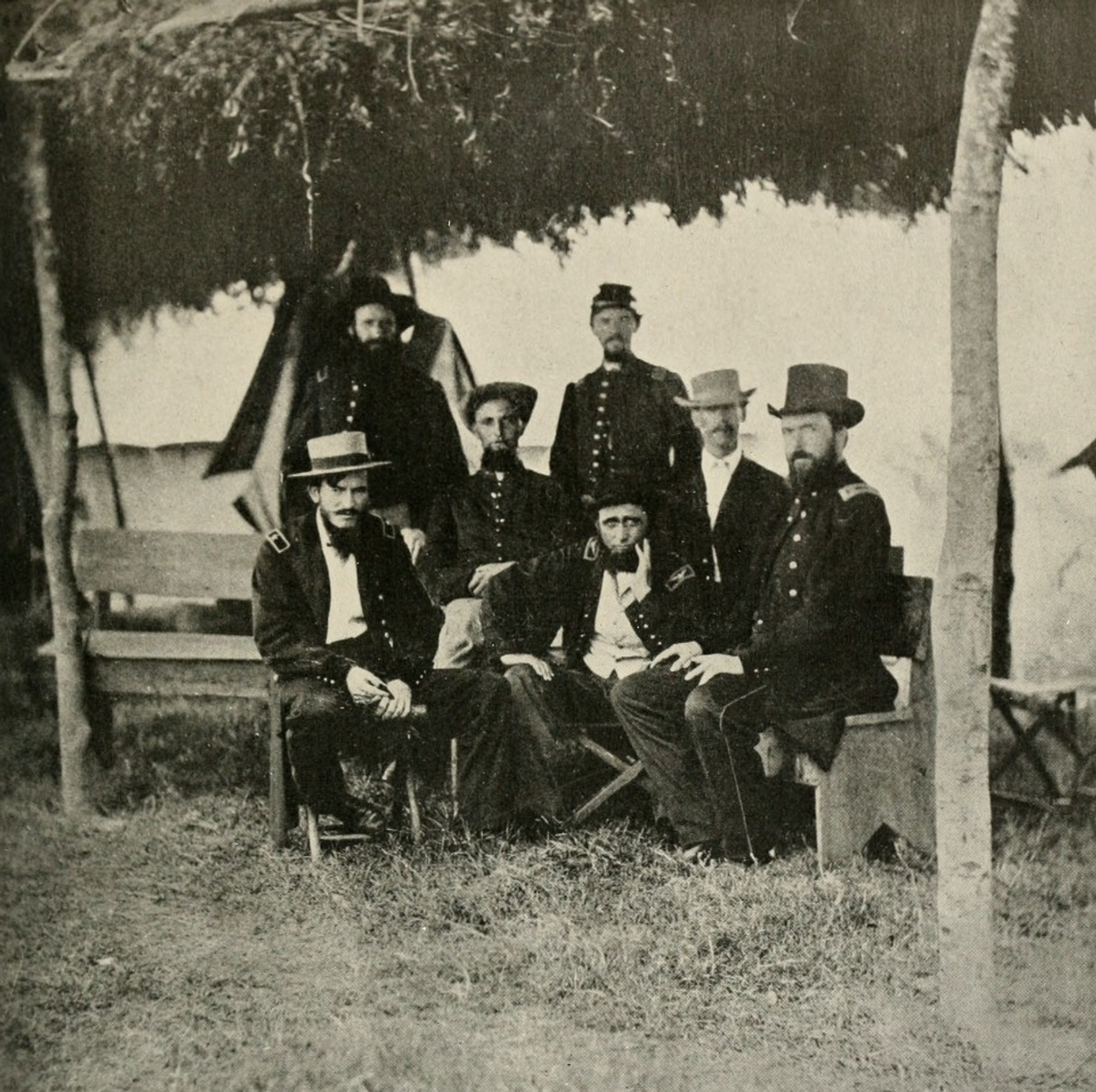
Colonel de cavalerie de l'Union Benjamin H. Grierson (assis avec la main posée sur le menton) et état-major

Au printemps de 1863, il dirige le raid de Grierson, l'une des principales poussées de diversions en profondeur au sein de la Confédération, ordonnée par Grant dans le cadre de sa campagne de Vicksburg. Grierson part de La Grange, dans le Tennessee, le 17 avril, à la tête de 1 700 hommes des 6th et 7th Illinois et du 2nd Iowa Cavalry. Durant 17 jours, son commandement progresse de 1 300 kilomètres (800 miles), engage à plusieurs reprises les confédérés, endommage deux chemins de fer, capture de nombreux prisonniers et chevaux, et détruit de vastes quantités de biens, terminant finalement à Baton Rouge le 2 mai. L'historien John D. Winters dans The Civil War in Louisiana (La Guerre Civile en Louisiane) (1963) signale que le raid de Grierson « a frappé de peur les cœurs des citoyens et démoralisé un peu les forces confédérées qui ont échoué à stopper le mouvement ».
Plus important encore, Grierson détourne l'attention des défenseurs confédérés de Vicksburg loin de l'objectif principal de Grant. Le général Sherman considère le raid de Grierson comme « la plus brillante expédition de la guerre ». Grierson est promu au brigadier général des volontaires en juin. En terminant son raid en Louisiane, il peut prendre part au siège de Port Hudson de Nathaniel P. Banks en tant que commandant de la cavalerie du XIXe corps.
En juin 1864 Grierson retourne au commandement d'une division de cavalerie dans l'armée du Tennessee au cours la campagne de Meridian de William T. Sherman. Il est encore au commandement d'une division lors du combat désastreux de Samuel D. Sturgis contre Nathan B. Forrest à la bataille de Brice's Crossroads. Peu de temps après la bataille Grierson est transféré au commandement de la cavalerie dans le district du Tennessee occidental. Il est rattaché au XVIe corps d'Andrew J. Smith et fait beaucoup mieux contre Forrest à la bataille de Tupelo.
Entre le 21 décembre 1864 et le 5 janvier 1865, Grierson mène une expédition de deux brigades de la division de cavalerie contre le chemin de fer de Mobile et de l'Ohio. Le jour de Noël, il surprend et capture le camp démonté de Forrest à Verona, le Mississippi, et le 28 décembre engage un train transportant une force confédérés ad hoc d'environ 1 200 hommes à Egypt Station, au Mississippi, au sud d'Aberdeen, capturant plus de 500 soldats, y compris 253 anciens prisonniers de l'Union qui se sont enrôlés comme « Galvanized Yankees » dans le 10th Tennessee. Pour cette expédition, Grierson reçoit un brevet de major général.
Au printemps de 1865, il prend part à la campagne réussie de Canby pour capturer Mobile, en Alabama.

## Service d'après-guerre dans l'Ouest
Grierson décide de rester dans l'armée régulière après la guerre et reçoit le grade de colonel. Son absence de référence de West Point le rend suspect à beaucoup d'officiers. Il organise le 10th U.S. Cavalry, l'un des deux régiments montés composés d'hommes du rang noirs et d'officiers blancs, appelés les Buffalo Soldiers. Cette mission le rend aussi impopulaire avec d'autres officiers, y compris son supérieur, le général Philip Henry Sheridan, à cause de son soutien et la confiance dans ses troupes. Sa sympathie et courtoisie envers les tribus amérindiennes soulèvent également des questions quant à son jugement. 

« Le seul officier blanc qui prend en charge l'unité est le commandant régimentaire, le colonel Benjamin Grierson. Mis à l'écart par les autres officiers pour son commandement enthousiaste de troupes afro-américaines, Grierson croit en la capacité, le dévouement, et la trace des performances des Buffalo Soldiers et décline les offres pouvant aboutir à un autre poste. Le général Pike offre de relever Grierson, « de cet auto-exil et de lui donner le commandant d'un véritable régiment de cavalerie en moins d'un mois », mais Grierson refuse. »

— Turner Network Television, "Buffalo Soldiers"

### Historique des commandements d'après-guerre
- 1867-69 : Commande le fort Riley, puis plus tard le fort Gibson.
- 1868-69 :à la tête du district du territoire Indien.
- 1869-72 : choisit le camp de Wichita plus tard rebaptisé fort Sill, en Oklahoma, avec le 10th Cavalry strictement des buffalo soldiers - 1 des 2 unités après la guerre de Sécession. Il supervise la construction du poste, et agit en tant que commandant. Il irrite les résidents de la frontière du Texas avec son soutien à la politique de paix sur la réserve Kiowa-Comanche. Il sauve la vie du général William Tecumseh Sherman en visite, lors d'un affrontement avec Lone Wolf, chef principal des Kiowas, responsable de l'attaque d'un convoi près de Salt Creek Prairie, au Texas.
- 1873-74 : surintendant du service de recrutement monté à Saint-Louis.
- 1875-78 : commandant le fort Concho, au Texas.
- 1878-80 : commandant le district des Pecos. En 1880, il contribue à la défaite de Victorio mettant fin à la menace indienne dans l'Ouest du Texas.
- 1882-82 : il déplace son quartier général à fort Davis, Texas.
- 1883-83 : il commande le département du Texas en septembre et octobre.
- 1885-86 : il est transféré en Arizona, et commande le quartier Whipple (Whipple Barracks) et, plus tard, le fort Grant.
- 1886-88 : il commande le district du Nouveau-Mexique. Là, il traite avec bienveillance et efficacement des problèmes sur les réserves Jicarillas et Navajos.
- 1888-90 : il commande le département de l'Arizona.
- 5 avril 1890 : il est promu brigadier général.
- 8 juillet 1890 : il part en retraite.

Sa femme, Alice, décède le 14 août 1888 ; Grierson épouse plus tard Lillian Atwood King, une veuve, le 28 juillet 1897. Au cours de sa vie, il réside à Jacksonville, en Illinois, fort Concho, et dans une maison d'été à Omena, Michigan. En 1907, il subit un grave accident vasculaire cérébral ; il décède le 31 août 1911, à Omena, dans le comté de Leelanau, Michigan, et est enterré dans le cimetière Est de Jacksonville à Jacksonville, une ville du comté de Morgan, en Illinois.

## Grierson dans les médias
Le colonel Grierson est un personnage important du documentaire de la Turner Network Television, "Buffalo Soldiers".
Le rôle du colonel Marlowe, joué par John Wayne dans le film Les cavaliers, est vaguement basé sur Grierson.